# 芦屋鉄道
芦屋鉄道（あしやてつどう）は、かつて福岡県遠賀郡遠賀村（現・遠賀町）の鉄道省鹿児島本線遠賀川駅より分岐し、同郡芦屋町の西芦屋駅までの間を結んでいた鉄道路線を有していた鉄道事業者である。本項ではその鉄道路線についても記す。

## 概要
それまで遠賀川の水運を利用していた筑豊地方の石炭の運搬を目的として建設された鉄道であり、芦屋町内の有志桑原伝次郎ほか9人の発起により鉄道免許状（当初は軌道特許状）が下付された。会社の本社は芦屋町市場街光明寺下に置かれた。
1915年（大正4年）開業した路線は、客車1両、貨車1両の混合列車を小さな蒸気機関車が牽引して運行された。
しかし資本金65,000円を上回る建設費99,741円の不足分は借入金にたより、高利の利子は経営を圧迫した。さらに筑豊石炭の輸出港の地位を若松港に奪われた芦屋では輸送量も限られており、開業時より経営は厳しかった。
そのため鉄道財団を担保とした低利の借り換えや政府補助金の獲得など欠損の圧縮につとめていたが路線バスの発達により乗合自動車業者が若松、折尾、遠賀川、海老津各方面から芦屋に連絡するようになり、芦屋鉄道も乗合自動車路線を芦屋-折尾間で6人乗り自動車2台で運転回数10回で対抗していたが、昭和の初頭に運休となり、1932年（昭和7年）廃止された。
廃線後、この鉄道の跡地のほとんどが進駐軍専用側線として建設された日本国有鉄道（国鉄）芦屋線に利用されたが、1961年（昭和36年）に米軍芦屋基地が返還されるとともに芦屋線も廃止となり、芦屋町から鉄道は消えた。

## 路線データ
- 路線：遠賀川 - 西芦屋間
- 営業キロ：6.06km
- 軌間：762mm
- 駅数：廃線時6
- 電化区間：なし（全線非電化）
- 複線区間：なし（全線単線）
- 動力：蒸気

## 駅一覧
遠賀川 - 松ノ元 - 鬼津 - 島津 - 浜口 - 東芦屋 - 西芦屋
起点は西芦屋
西芦屋、東芦屋、遠賀川各駅のみ駅員配置

## 接続路線
- 遠賀川駅：鉄道省鹿児島本線

## 路線沿革
- 1911年（明治44年）
  - 5月20日芦屋軌道に対し軌道特許状下付（遠賀郡芦屋町-同郡島門村度渡間）[2]
  - 11月27日[1] 芦屋軌道設立[3]。
- 1912年（大正元年）
  - 9月3日 芦屋軌道に対し鉄道免許状下付[4]。
  - 11月13日 軌道特許状を返納
  - 12月25日 芦屋鉄道に改称[1]
- 1915年（大正4年）4月13日 西芦屋 - 遠賀川間開業、西芦屋・東芦屋・浜口・島津・鬼津・松ノ元・遠賀川の各駅開業[5]。
- 1917年（大正6年）1月10日 浜口駅を島津寄りに0.2km移転[6]。1916年12月18日認可[7]。
- 1918年（大正7年）11月15日 島津駅廃止[7][8]。
- 1931年（昭和6年）
  - 7月24日 旅客営業休止[7]。
  - 10月27日 臨時株主総会において会社解散を決議[1]。
  - 11月30日 貨物営業休止[7]。
- 1932年（昭和7年）4月25日 全線廃止[7][9]。

## 輸送・収支実績
| 年度 | 乗客（人） | 貨物量（トン） | 営業収入（円） | 営業費（円） | 益金（円） | その他益金（円） | その他損金（円）    | 支払利子（円） | 政府補助金（円） |
| ---- | ---------- | -------------- | -------------- | ------------ | ---------- | ---------------- | ------------------- | -------------- | ---------------- |
| 1915 | 79,792     | 695            | 6,466          | 10,866       | ▲ 4,400    |                  |                     | 6,469          | 4,632            |
| 1916 | 93,339     | 909            | 7,901          | 10,049       | ▲ 2,148    |                  |                     | 6,671          | 5,093            |
| 1917 | 126,735    | 1,354          | 13,810         | 12,815       | 995        |                  |                     | 4,275          | 4,485            |
| 1918 | 108,110    | 684            | 11,635         | 19,460       | ▲ 7,825    |                  |                     | 4,051          | 4,962            |
| 1919 | 107,051    | 694            | 16,764         | 29,321       | ▲ 12,557   |                  | 未収入株金諸費用721 | 4,252          | 5,367            |
| 1920 | 148,974    | 1,095          | 39,607         | 31,648       | 7,959      |                  |                     | 2,036          |                  |
| 1921 | 161,018    | 774            | 38,063         | 30,238       | 7,825      |                  |                     |                |                  |
| 1922 | 156,122    | 791            | 38,218         | 30,963       | 7,255      |                  |                     |                | 1,058            |
| 1923 | 157,671    | 890            | 37,917         | 29,616       | 8,301      |                  |                     |                | 1,137            |
| 1924 | 155,901    | 965            | 37,274         | 31,180       | 6,094      | 3                |                     | 278            | 2,844            |
| 1925 | 132,786    | 767            | 31,194         | 28,374       | 2,820      |                  | 雑損330             | 438            |                  |
| 1926 | 111,751    | 774            | 23,487         | 24,184       | ▲ 697      |                  | 雑損268             | 786            |                  |
| 1927 | 100,931    | 889            | 21,135         | 19,167       | 1,968      |                  | 590                 | 470            |                  |
| 1928 | 93,381     | 823            | 19,323         | 20,152       | ▲ 829      | 自動車13         |                     | 218            |                  |
| 1929 | 86,702     | 794            | 17,127         | 17,545       | ▲ 418      | 自動車1,433      |                     | 361            |                  |
| 1930 | 66,552     | 809            | 12,217         | 21,646       | ▲ 9,429    | 自動車644        |                     | 513            |                  |
| 1931 | 14,840     | 358            | 3,781          | 3,931        | ▲ 150      |                  | 自動車41            | 33             |                  |

- 鉃道院年報、鉄道院鉄道統計資料、鉄道省鉄道統計資料、鉄道統計資料各年度版

## 車両
開業時に用意された車両は石川鉄工所（東京市京橋区月島）製の蒸気機関車（1,2）と客貨車6両。その後石川島造船所若松分工場から1919年製の蒸気機関車を購入し2代目2号機とした。旧2号機は千代田組九州支店に売却された。他には雨宮製作所（大日本軌道鉄工部）の蒸気機関車（3.4）、三等ボギー客車大阪加藤車両製作所製（3.4）、合資会社黒田商会製（5.6）や客車改造のガソリンカーが在籍していた。

### 車両数の推移
| 年度      | 蒸気機関車 | ガソリンカー | 客車 | 貨車 | 貨車 |
| 年度      | 蒸気機関車 | ガソリンカー | 客車 | 有蓋 | 無蓋 |
| --------- | ---------- | ------------ | ---- | ---- | ---- |
| 1915      | 3          |              | 2    | 2    | 2    |
| 1916      | 3          |              | 4    | 2    | 2    |
| 1917-1918 | 2          |              | 4    | 2    | 2    |
| 1919-1922 | 3          |              | 4    | 2    | 2    |
| 1923      | 3          |              | 5    | 2    | 2    |
| 1924      | 3          |              | 6    | 0    | 2    |
| 1925-1927 | 3          |              | 6    | 2    | 2    |
| 1928-1929 | 3          | 2            | 6    | 2    | 2    |
| 1930-1931 | 3          | 2            | 4    | 2    | 2    |

## 廃止後の状況
前述のとおり、廃線後の跡地は1947年（昭和22年）に開業された芦屋線に転用されている。詳細は芦屋線の項を参照。
終点だった西芦屋駅は芦屋町役場前の新町スポーツ広場付近、隣駅の東芦屋駅は芦屋線の筑前芦屋駅から南側200mほど離れた場所にあったらしい。